# مرنيسة (الواديين)
مرنيسة هو دُوَّار يقع بجماعة سنادة، إقليم الحسيمة، جهة طنجة تطوان الحسيمة في المملكة المغربية. ينتمي الدوّار لمشيخة الواديين التي تضم 8 دواوير. يقدر عدد سكانه بـ 138 نسمة حسب الإحصاء الرسمي للسكان والسكنى لسنة 2004.

## روابط خارجية
- البوابة الوطنية للجماعات الترابية نسخة محفوظة 12 مارس 2018 على موقع واي باك مشين.
- المندوبية السامية للتخطيط